# Abii
De Abii (Oudgrieks: Ἄβιοι / Ábioi) waren een Scythisch nomadenvolk volgens Claudius Ptolemaeus in Scythia extra Imaum, dwz. Scythië voorbij de Imaum-bergen. De locatie van de Mons Imaos is omstreden, mogelijk werd de Hindoekoesj-Pamir-Tiensjan tot Altaj-keten van gebergtes bedoeld. Scythia extra Imaum zou dan het gebied ten oosten van de Dzjoengaarse Poort zijn, dwz. in het huidige Sinkiang.
Ze worden reeds door Homeros met de Galactophagen en Hippomolgen onder de deugdzaamste mensen vermeld. Zij zonden gezanten naar Alexander de Grote.